# Attenhausen (Krumbach)
Attenhausen ist ein Stadtteil von Krumbach (Schwaben) im schwäbischen Landkreis Günzburg mit 361 Einwohnern. Das Dorf liegt ungefähr dreieinhalb Kilometer nordöstlich von Krumbach im Tal des Haselbachs.

## Geschichte
Der Name Attenhausen kommt daher, dass es die Siedlung eines Ato war. Attenhausen wird im Jahr 1130 das erste Mal urkundlich erwähnt, als die Freien Wernher und Udalrich ihr Gut Attenhausen dem Kloster Ursberg übereigneten. Bis zur Säkularisation im Jahre 1803 war Ursberg von allen Attenhauser Anwesen Grund- und Landesherr. Während des Dreißigjährigen Krieges wurden anscheinend alle Häuser Attenhausens einschließlich der Kirche in Brand gesteckt.
Attenhausen war seit der Zeit um das Jahr 1620 ein bedeutender Wallfahrtsort. Die Wallfahrt begann, nachdem der Ursberger Abt Vitus Schönhainz eine Statue des Hl. Otmar in der Kirche aufstellen ließ.

Die heutige Pfarrkirche wurde im Jahr 1759 von Johann Martin Kraemer im Stil des Rokokos erbaut.
Als das Kloster Ursberg im Jahr 1803 aufgelöst wurde und das Herrschaftsgebiet des Klosters an Bayern fiel, wurde auch Attenhausen bayerisch. Am 1. Januar 1977 wurde die bis dahin selbstständige Gemeinde Attenhausen im Rahmen der Gebietsreform ein Stadtteil von Krumbach.